# Henryk Szeryng
Henryk Bolesław Szeryng (22. září 1918 Varšava – 3. března 1988 Kassel) byl polsko-mexický houslista a hudební skladatel.

## Dětství
Narodil se v polské vesnici Żelazowa Wola 22. září 1918 v bohaté židovské rodině. Příjmení "Szeryng" je polským přepisem jeho původního židovského příjmení "Shering".
Henryk se začal učit harmonii a hře na klavír u své matky, když mu bylo 5. V 7 letech se začal věnovat hře na housle. Jeho učitelem byl Maurice Frenkel. Pokračoval studiem u Carla Flesche v Berlíně (1929-32). Poté se dále vzdělával na konzervatoři v Paříži u Jacquese Thibauda. Školu absolvoval s oceněním premier prix (první cena) v roce 1937.

## Profesní život
Počátkem jeho sólové kariéry byl 6. leden 1933, kdy hrál Brahmsův houslový koncert s orchestrem Varšavské filharmonie pod taktovkou rumunského dirigenta George Georgesca. V letech 1933-1939 se věnoval studiu kompozice u Nadii Boulangerové v Paříži.
Když vypukla 2. světová válka, generál Wladyslaw Sikorski, premiér polské vlády v exilu, požádal Szerynga, aby mu sloužil jako spolupracovník a překladatel, jelikož mluvil plynně sedmi jazyky. Szeryng tuto pozici přijal a přerušil svá studia, ačkoli nepřestal vystupovat jako houslista. Mimo jiné měl více než 300 koncertů pro Spojenecké jednotky po celém světě. Když v roce 1941 doprovázel Sikorskeho na misi v Mexiku, hledaje domov pro 4000 polských uprchlíků, vřelé přijetí v této zemi pohnulo Szeryngem natolik, že se rozhodl stát se mexickým občanem, a to také udělal v roce 1946. V roce 1945 přijal žádost z roku 1943, aby vedl oddělení strunných nástrojů v National University of Mexico.
V roce 1954 jiný židovský uprchlík z Polska, klavírista Arthur Rubinstein, pořádal svůj koncert v Mexico City. Szeryng jej po koncertě v zákulisí navštívil a přijal Rubinsteinovo pozvání, aby šli do jeho hotelu hrát. Szeryng tu noc hrál houslové sonáty od Johanna Sebastiana Bacha. Rubinstein prohlásil: "Dojal mě k slzám... Opravdoví milovníci hudby touží po emocích, úžasných momentech, které jim Szeryng svým hraním poskytuje." Rubinstein povzbuzoval Szerynga, aby se opět začal věnovat koncertování, a představil ho řediteli Sol Hurok, aby mu pomohl dosáhnout tohoto cíle. Rubinstein a Szeryng spolu pravidelně hráli až do konce jejich kariéry a nahráli mnoho kusů klasické komorní hudby v této sestavě jako duo, nebo jako trio s violoncellistou Pierrem Fournierem. Szeryng získal mnoho důležitých ocenění, jako Grand prix du Disque awards, the Médaille d'Argent (Zlatá medaile) města Paříže, dvakrát získal Edison Awards. Mezi dalšími čestnými uznáními, kterých se mu dostalo, byl ustanoven důstojníkem Řádu umění a písemnictví v Paříži v roce 1963.
V roce 1960 byl Szeryng jmenován mexickým kulturním velvyslancem. V roce 1966, kdy si přestěhoval do Paříže, byl prohlášen Čestným ředitelem Hudební konzervatoře v Mexico City a na jeho počest se v Mexico City konal Hudební festival Henryka Szerynga. Dvakrát ročně se vracel do Mexika a cestoval na diplomatický pas jakožto oficiální mexicky kulturní velvyslanec. Žil však v Paříži po dvacet let, poté strávil svých posledních pět let v Monaku.
Szeryng zemřel 3. března 1988 na krvácení do mozku v německém Kasselu. Byl pohřben na monackém hřbitově. Náhrobní kámen nese závěrečné takty Ciaconny z Bachovy Partity č. 2 pro sólové housle.

## Významné nahrávky
Szeryng nahrál řadu desek včetně dvou s kompletními sonátami a partitami pro housle od Johanna Sebastiana Bacha, dále několik sonát od Beethovena a Brahmse společně s klavíristou Arthurem Rubinsteinem. Jeho nahrávky Mozartových a Beethovenových sonát pro housle a klavír s Ingrid Haeblerovou jsou vysoce ceněné. Také sám skládal, jeho opus zahrnuje několik houslových koncertů a děl komorní hudby.